# Hot Club Leipzig
Der Hot Club Leipzig, kurz: HCL, war ein überregional bekannter informeller Jazzclub in Leipzig, der in den 1930er Jahren von Kurt Michaelis („Hot-Geyer“) initiiert wurde.

## Geschichte
Der Club hatte kein festes Clublokal; man traf sich nach vorheriger Verabredung im Stamm-Cafe in einer der Wohnungen der Interessierten und hielt dort die Jazzabende ab.
Die Mitglieder hatten einen Spitznamen (Nickname), das gehörte zum Stil der Zeit und stellte sich später als großer Vorteil heraus. Der am Nebentisch sitzende Gestapo-Spitzel kannte die Klar-Namen nicht.

Hot Club Leipzig,
Frühe Mitglieder 1937

Die Jazz-Freunde versammelten sich an sogenannten „blauen Montagen“ um ein mit der Aufziehkurbel zu bedienendes Koffergrammophon und hörten amerikanische, britische und deutsche Jazz-Aufnahmen. Weiterhin knüpften die Mitglieder Kontakte zu Hot Clubs und Jazzbegeisterten in anderen Städten und Ländern. Einige Mitglieder fuhren bereits 1930 nach Berlin, in das deutsche Mekka des Jazz, um die Kapellen von Dajos Béla und Lud Gluskin zu erleben. Zwei Jahre später war ein Auftritt von Louis Armstrong in London ihr Ziel. 1934 besuchten sie London zum zweiten Mal, dort lernten sie Max Abrams, den Schlagzeuger von Jack Hylton, kennen und auch den Plattensammler und späteren Schallplattenhändler und Schlagzeuger Carlo Krahmer, der 1936 zum Gegenbesuch nach Leipzig kam. Michaelis selbst korrespondierte auch mit Leonard Feather, der die Nachrichten über die zunehmende Unterdrückung des Jazz in Deutschland im Melody Maker veröffentlichte, und mit amerikanischen Plattensammlern wie Ross Russell, so dass die Mitglieder des Hot Club auch über aktuelle Konzerte, etwa das Carnegie Hall Concert 1938 von Benny Goodman durch briefliche Mitteilungen informiert waren.
Unter der nationalsozialistischen Herrschaft galten die Aktivitäten des HCL als illegal. Aus den Kreisen des HCL gingen später namhafte Jazz-Größen wie Jutta Hipp hervor. Zu den Mitgliedern des HCL gehörten (in der zeitlichen Reihenfolge ihres Kommens):

Hot Club Leipzig,
Session at R.C. Sport Club 1945

Kurt Michaelis („Hot-Geyer“), „Fiddlin’ Joe“ Joachim Frommann, Stefan Krywes, Scheer, Klude, Robert Schramm, „Teddie“ Frohwalt Neubert – Drums, „Schütterfürst“, „Rhythm-Doc Salm“, Joachim Leipziger, Georgie Catsaros, Cliff Rossmeisl, Lutz Warschauer, Peter Fuchs, „Herby“ Herbert Becke – Bass, „Ibse“ Hans Gross, Siggi Michel, Ingfried Henze, H. J. Beugel, Lammy Sathoff, Maria Becke-Rausch, Jutta Hipp, „Wespe“ Hertha Thomas, Willi Lichtinger, Gerhardt Wienstroht, Charlie Rohmann, „Bienenkorb“ Eva Landmann, Evi Stampa, Pfeifer, Tom Haller, „Pee Wee“ Morell-Bohrmann, „Kuli“ Schmidt, Roger Rossmeisl, Hans Krayer, Dieter Jörs, Rolf Wiedemann – Alt, Werner Tautz – Piano, Rolf Kühn – Clar., Albert Leyko – Tenor, Herbert Beck – Tenor, Herzog – Bass, Erling Corneliussen – Tenor, Alf Corneliussen – Posaune+Piano, Wolfgang Doleys – Guitar, „Tom“ Thomas Buhé – Guitar, Walter Eichenberg – Trump., Fips Fleischer, Harry Passage, Rolf Keller, Götz Wagner, Wolfgang Schultz, Rolf Melzer, Wolfgang Arndt – Drums, Hans Reinhold – Trump., Dieter Resch, Rolf Cratzschik, Wolfgang Günther, Rolf Weller, Teddy Göpner.
Mit zunehmender Dauer des Krieges waren immer mehr Mitglieder zum Wehrdienst eingezogen; die jungen Frauen „wurden zum stabilen Element, denn sie konnten nicht einberufen werden.“ Die Mitglieder hörten nun nicht nur Jazzplatten und die Programme der BBC, sondern gründeten auch eine eigene, informelle Band, die vor allem Swing spielte.
Am 18. April 1945 wurde Leipzig von amerikanischen Truppen besetzt. Nun hofften alle sich aus der Illegalität befreien und wieder richtig auch öffentlich Jazz und Swing spielen zu können. Im Ballsaal des Hotel Fürstenhof etablierte sich auch bald die erste Band. Die Freude aber währte nur kurz. Nach den Vereinbarungen der Konferenz von Jalta übernahm schon am 2. Juli 1945 die sowjetische Militäradministration die Herrschaft in Leipzig, die Amerikaner zogen sich nach Bayern zurück, einige Musiker des Hot-Club folgten sogleich oder etwas verzögert, um in den Clubs der Amerikaner aufzutreten.
Aus den Hot Clubs in Deutschland formierte sich in den 1950er Jahren die Deutsche Jazz Föderation.